# Paucidentomys vermidax
Paucidentomys vermidax Esselstyn, Achmadi & Rowe, 2012) è un roditore della famiglia dei Muridi, unica specie del genere Paucidentomys (Esselstyn, Achmadi & Rowe, 2012), endemico dell'isola di Sulawesi.

## Etimologia
Il termine generico trae origine dalla combinazione delle due parole latine paucus-, povero, -dentis, dente e dal suffisso -mys, relativo alle forme simili ai topi, con evidente riferimento alla caratteristica unica di questo roditore. Il termine specifico è derivato invece dalla congiunzione dei due termini vermi-, verme e -edax, divoratore, con allusione alla dieta dell'animale.

## Descrizione

### Dimensioni
Roditore di piccole dimensioni, con la lunghezza della testa e del corpo tra 159 e 168 mm, la lunghezza della coda tra 198 e 200 mm, la lunghezza del piede tra 37 e 38 mm, la lunghezza delle orecchie tra 21 e 22 mm e un peso fino a 111 g.

### Caratteristiche craniche e dentarie
Il cranio è molto allungato, simile a quello del genere Rhynchomys e presenta una scatola cranica liscia e tondeggiante, il rostro è lungo, dritto e sottile, con le ossa nasali che terminano sopra gli incisivi superiori. Le arcate zigomatiche sono quasi dritte. Il palato è molto lungo, come gli stretti fori palatali.  La mandibola è lunga e delicata, il processo coronoide è poco elevato. Gli incisivi superiori hanno due cuspidi ciascuno, sono corti ed affilati, simili a due piccole zanne. Quelli inferiori sono separati tra loro da un piccolo spazio di 1–2 mm. Questo genere è totalmente privo di molari, caratteristica unica tra tutti i Roditori. Sono presenti soltanto tre piccole depressioni su ogni lato del palato, che rappresentano gli alveoli vestigiali dei denti masticatori.
Sono caratterizzati dalla seguente formula dentaria:

### Aspetto
La pelliccia è lunga e densa. Le parti dorsali sono brunastre cosparse di peli più lunghi nerastri lungo la schiena, mentre le parti ventrali sono più chiare. La base dei peli è ovunque grigia. Il muso è lungo e sottile, gli occhi sono relativamente piccoli. Le vibrisse sono lunghe, nere e con la punta bianca. Le orecchie sono grandi, ovali, marroni scure e cosparse di corti peli brunastri. I piedi sono alquanto allungati e stretti, il dorso delle zampe è marrone scuro, ricoperto di peli marroni chiari, neri e argentati. Le dita centrali dei piedi hanno un ciuffo di peli brunastri alla base di ogni artiglio. Questi ultimi sono lunghi, affilati ed opachi, tranne che sul pollice dove è presente una corta unghia appiattita. Il palmo delle zampe anteriori è fornito di 5 cuscinetti, mentre la pianta dei piedi ne ha 6. La coda è più lunga della testa e del corpo, grigio scuro sopra, biancastra sotto e ricoperta di corti peli nerastri che diventano sempre più lunghi e numerosi verso l'estremità.

## Biologia

### Comportamento
È una specie terricola.

### Alimentazione
Si nutre probabilmente soltanto di invertebrati a corpo morbido come vermi e lombrichi.

## Distribuzione e habitat
Questa specie è conosciuta soltanto da 2 individui catturati sul Monte Latimojong e sul Monte Gandangdewata, nella parte centro-occidentale dell'isola di Sulawesi.
Vive nelle foreste mature.

## Conservazione
Questa specie, essendo stata scoperta solo recentemente, non è stata sottoposta ancora a nessun criterio di conservazione.